# Ruslans Nakoņečnijs
Ruslans Nakoņečnijs (in ucraino Руслан Наконечний?, Ruslan Nakonečnyj; Mariupol', 21 aprile 1989) è un pentatleta ucraino naturalizzato lettone.

## Biografia
Nato in Ucraina, è stato membro della squadra nazionale di pentathlon ucraina fino a metà 2014 quando, a causa della guerra del Donbass, è dovuto fuggire dal Paese natale. Da allora ha iniziato a lavorare e allenarsi in Lettonia. Ha iniziato a competere sotto la bandiera lettone da gennaio 2015. A ottobre, ha ricevuto la cittadinanza lettone per meriti speciali grazie ad un voto della Saeima, il parlamento lettone.
Ha rappresentato la Lettonia ai Giochi olimpici estivi di Rio de Janeiro 2016, dove si è piazzato al ventottesimo posto nella gara maschile.